# Tôm trứng
Tôm trứng (tên khoa học: Macrobrachium equidens)  là một loài tôm gai trong họ Palaemonidae, được James Dwight Dana mô tả lần đầu tiên vào năm 1852.